# Лебанон (Њу Џерзи)
Лебанон (енгл. Lebanon) град је у америчкој савезној држави Њу Џерзи.

## Демографија
По попису из 2010. године број становника је 1.358, што је 293 (27,5%) становника више него 2000. године.
| Група             | 2000.       | 2010.         |
| Белци             | 998 (93,7%) | 1.171 (86,2%) |
| Афроамериканци    | 7 (0,7%)    | 24 (1,8%)     |
| Азијати           | 33 (3,1%)   | 71 (5,2%)     |
| Хиспаноамериканци | 22 (2,1%)   | 68 (5,0%)     |
| Укупно            | 1.065       | 1.358         |